# Півники рогаті
{{#ifeq:0|0|{{#if:|{{#if:Irisfurcata|[[]}}|}}}}
Пі́вники рога́ті (Iris furcata) — багаторічна рослина родини півникові, занесена до Червоної книги України. Цінна декоративна культура.

## Опис
Трав'яниста рослина 15—50 см заввишки, криптофіт. Кореневище коротке, розгалужене, горизонтальне, від його вузлів відростають 2—3 переважно одноквіткових пагони. Листки завширшки 3—4 см, серпоподібно-мечоподібні, зазвичай дорівнюють стеблу або ледь перевищують його. Квітки до цвітіння пониклі, під час цвітіння розташовані трохи нижче листя. Оцвітина яскраво-синьо-фіолетова, зовнішні і внутрішні частини оцвітини майже однакові, обернено-яйцеподібні. Лопаті стовпчика ланцетні, гострі, зубчасті. Тригнізда зав'язь з борозенками на боках. Плід — видовжена тригранна коробочка, тупа біля верхівки, завдовжки 3—4 см. Насіння завдовжки 4—5 мм, завширшки 2—3 мм. В 1 г міститься 53—56 насінин. За розміром насіння цей вид можна відрізнити від дуже близьких півників безлистих, у яких в 1 г міститься лише 32—35 насінин.
Число хромосом 2n = 24.

## Екологія та поширення
Рослина світлолюбна, морозостійка, помірно посухостійка. Трапляється у лучних степах, серед чагарникових заростей, на узліссях, відслоненнях вапняку і крейди, степових схилах, часто в угрупованнях з кострицею. В передгір'ях підіймається до висоти 1500 м над рівнем моря. У Закавказзі зростають особини проміжного типу, що поєднують ознаки півників рогатих і безлистих.
Розмножується вегетативно та насінням. Цвітіння триває з другої половини квітня по середину травня. Плодоносить у липні-серпні.
Ареал виду охоплює Балканський півострів, центральні і південно-східні регіони Європи, зокрема Угорщину, Румунію, Молдову, а також Малу Азію, Кавказ. В Україні цей вид трапляється дуже рідко і лише у східних областях (Харківській, Донецькій, Луганській), де він зростає у басейні Сіверського Дінця і на схилах Донецького кряжу.

## Значення і статус виду
Природні популяції півників рогатих нечисленні, до того ж вони сильно потерпають від рекреаційного навантаження, надмірного випасання худоби, безпосереднього винищення задля букетів. Для збереження цієї рослини потрібно виявити усі місця зростання і заборонити зміну біотопів, особливо терасування і заліснення схилів, випасання худоби.
Станом на 2014 рік півники рогаті вирощують лише у Донецькому ботанічному саду. Цю рослину треба ширше використовувати в декоративному садівництві для штучного збільшення чисельності, оскільки вона дуже ефектна. Загалом півники рогаті невибагливі, для їх культивування підходять сухі, трохи затінені ділянки. Вид також перспективний для селекції, оскільки дає гібриди з різними сортами бородатих півників, яким стійко передає свої ознаки.

## Синоніми
- Iris hungarica auct. non Waldst. et. Kit. p.p.

У російськомовній літературі цей вид часто плутають з Iris dichotoma Pall., хоча вони не є ані тотожними, ані синонімічними.